# Николенко, Игнат Леонтьевич
Игнат Леонтьевич Николенко — советский хозяйственный, государственный и политический деятель.

## Биография
Родился в 1906 году.
Трудовую деятельность начал 1921 году (в 15 лет) саночником, навалоотбойщиком на шахте № 7/8 «Карл» в г. Красный Луч. После окончания Днепропетровского горного института в 1935 году возвратился на ту же шахту, где прошел производственную школу от начальника участка до главного инженера шахты.
В 1938 году Игнат Леонтьевич был приглашен на службу в ВГСЧ и зачислен на должность командира оперативного взвода 5 ВГСО и в этом же году назначен на должность начальника научно-исследовательской лаборатории Инспекции ВГСЧ Донбасса, в 1939 году — начальником ВГСЧ Донбасса (1939—1969 гг.).
С 1941 по 1943 гг. И. Л. Николенко возглавлял Управление противовоздушной обороны и воинспецчастей Наркомугля СССР. После освобождения Донбасса от фашистских захватчиков в 1943 г. Игнат Леонтьевич возвратился в Донбасс, получил назначение на должность начальника ВГСЧ Донецкой области, пребывал в должности до 1968 года.
За коренное усовершенствование регенеративных кислородных респираторов и широкое внедрение их для горноспасательных частей был в составе коллектива удостоен Сталинской премии за выдающиеся изобретения и коренные усовершенствования методов производственной работы 1950 года.
В 1968 году распоряжением Совета Министров СССР был создан Всесоюзный научно-исследовательский институт горноспасательного дела (ВНИИГД) на базе ЦНИЛ ВГСЧ Донбасса, генеральным директором которого был назначен И. Л. Николенко (1968—1974 гг.).
С 1974 по 1977 годах — старший научный сотрудник отдела тактики ВГСЧ ВНИИГД.
Умер в 1979 году на 73-м году жизни. Похоронен в г. Донецке на городском кладбище.